# Береславское сельское поселение
Бересла́вское се́льское поселе́ние — муниципальное образование в составе Калачёвского района Волгоградской области.
Административный центр — посёлок Береславка.

## История
Береславское сельское поселение образовано 20 января 2005 года в соответствии с Законом Волгоградской области № 994-ОД.

## Население
| 2010  | 2012  | 2013  | 2014  | 2015  | 2016  | 2017  |
| ----- | ----- | ----- | ----- | ----- | ----- | ----- |
| 5126  | ↘5081 | ↘5051 | ↘4986 | ↘4924 | ↘4804 | ↘4677 |
| 2018  | 2019  | 2020  | 2021  |       |       |       |
| ↘4545 | ↘4418 | ↘4338 | ↗4339 |       |       |       |

## Состав сельского поселения
| № | Населённый пункт                          | Тип населённого пункта          | Население |
| - | ----------------------------------------- | ------------------------------- | --------- |
| 1 | Береславка                                | посёлок, административный центр | ↘3931     |
| 2 | Посёлок отделения № 2 совхоза «Волго-Дон» | посёлок                         | 510       |

## Местное самоуправление
Глава сельского поселения - Горюнова Ольга Михайловна